# 大阪府立懐風館高等学校
大阪府立懐風館高等学校（おおさかふりつ かいふうかん こうとうがっこう、英: Osaka Prefectural Kaifukan High School）は、大阪府羽曳野市にある公立の高等学校。

## 概要
全日制普通科総合選択制の高校として、従来の大阪府立西浦高等学校と大阪府立羽曳野高等学校を統合し、2009年度に開校した。学校敷地は、羽曳野高等学校の校地を引き継いでいる。
校名は、学校所在地の羽曳野市が世界文化遺産古市古墳群など古代史・古代文化ゆかりの地だということから、地域の歴史や風土を踏まえ先人の教えを大切にするという意味を込めている。 校章は、羽曳野市の木であるタチバナと、羽曳野市の「羽」にヒントを得た比翼のデザインを組み合わせ、橘の花の中央に「高」の字を配置したデザインを採用している。
2016年度以降は普通科専門コース設置校となっている。普通科の中に人文系、理数・メディカル系のほか、「スポーツユースリーダー」「チャイルドケアリーダー」の2つの専門コースを設置している。スポーツユースリーダーコースでは体育系の科目を重点的に学び、地域スポーツに携わる人材の育成を目指す。チャイルドケアリーダー専門コースでは保育に関する科目を重点的に学び、保育士や幼児教育を志望する生徒に対応している。

## 沿革
本項では、前身校の大阪府立西浦高等学校および大阪府立羽曳野高等学校についてもまとめて扱う。
羽曳野高等学校は1970年に設立準備室を設置し、翌1971年に全日制普通科高等学校として開校した。また西浦高等学校は1978年に全日制普通科高等学校として羽曳野市西浦に開校している。

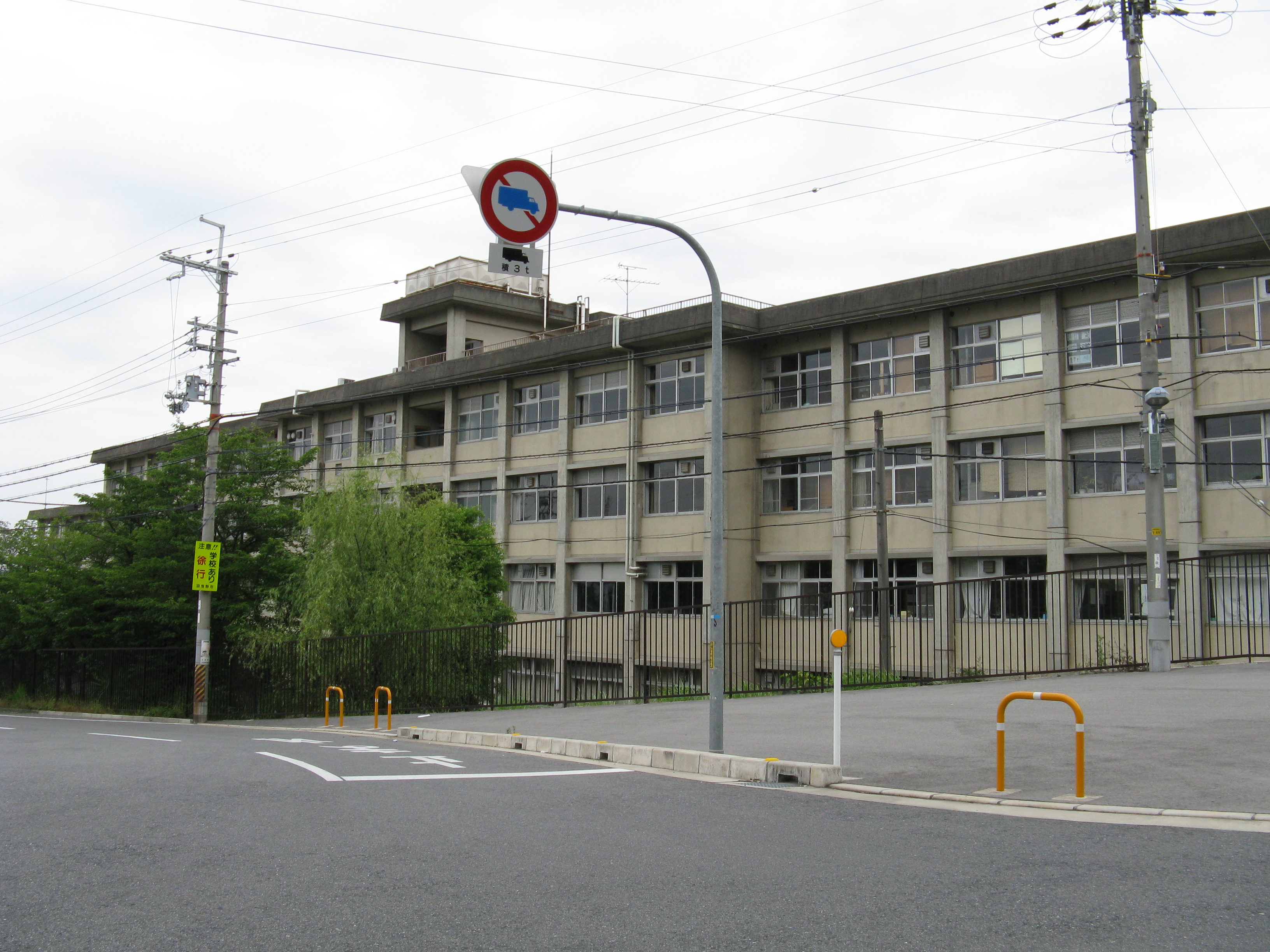
大阪府立羽曳野高等学校時代の校舎（2008年7月）

大阪府教育委員会は2007年、羽曳野・西浦の両校を統合し、普通科総合選択制の新高校を設置する構想を発表した。新高校は大阪府立懐風館高等学校として2009年に開校した。これに伴い羽曳野・西浦の両校は2009年度より生徒募集停止となり、最終学年が卒業する2011年3月をもって閉校することになった。
西浦高等学校の跡地は、大阪府立西浦支援学校に転用されている。
2007年度に開校した懐風館高等学校では開校当初は普通科総合選択制を設置していた。2016年には従来の普通科選択制を廃止し、普通科専門コース設置校に改編した。

### 年表
- 1971年4月 - 大阪府立羽曳野高等学校が開校[4]
- 1978年4月 - 大阪府立西浦高等学校が開校[5]
- 2009年1月1日 - 大阪府条例に基づき、大阪府立懐風館高等学校を設置。
- 2009年4月1日 - 二校を統合し、普通科総合選択制の大阪府立懐風館高等学校が羽曳野高等学校の校地に開校[1]、羽曳野・西浦両校は生徒募集停止
- 2011年3月 - 羽曳野・西浦[6]の両校が閉校
- 2016年4月 - 普通科総合選択制を廃止し普通科専門コース設置校に改編。
- 2017年10月 - 黒染め強要事件が報道される。

## 訴訟
2015年入学の茶色い頭髪を持つ女子生徒個人について、生徒の母親は事前に学校に地毛であることを伝えていたが、学校側は女子生徒に「その髪色では登校させられない」などと髪を黒く染めることを繰り返し強要した。当該生徒は、黒染めの繰り返しで、染髪剤によって頭皮にかぶれが出るなどもしたとも訴えた。当該生徒は2年時の2016年、「黒染めが不十分」などとして授業への出席や修学旅行参加を認められない状況になり、登校できない状態になった。
学校側は、生徒の代理人弁護士に「たとえ金髪の外国人留学生でも、規則で黒染めさせることになる」と説明した。
2017年、生徒側は「指導の名の下に行われたいじめだ」として約220万円の損害賠償を大阪府に求める訴えを大阪地方裁判所に起こした。裁判の中で大阪府側は請求棄却を求めた。大阪府教育庁は「原告の主張は一部、事実と違うところもあるので訴訟のなかで説明していく」とコメントした。
同志社大学教授の大島佳代子（憲法・教育法）は「生まれもった身体的特徴は憲法上保障されている。集団生活には一定のルールが必要だとしても、学校側は生徒の髪をどうしても黒染めにさせなくてはならない理由を、具体的に説明する必要がある」と話した。
大阪地裁で2021年2月16日、「複数の教員が原告生徒の地毛が黒色であったことを確認しており、茶色に染めた髪色を黒に戻すよう指導するのは教育的指導の範囲内」だとして、原告生徒側が訴えた「指導の違法性」については認定せず、原告側の訴えを一部棄却した。一方で、原告生徒が3年に進級した2017年度、進級先のクラスの名簿から原告生徒の名前が削除されていたことについては違法と認定し、大阪府に33万円の賠償命令を下した。
原告側は大阪高裁に控訴したが、大阪高裁は2021年10月28日、一審判決を支持し原告側控訴を棄却する判決を出した。2021年11月11日、元生徒側は大阪高裁判決を不服として最高裁に上告した。原告側の代理人は「茶髪を禁じた校則は違憲で、判決には法令違反がある」と上告をした理由を説明した。。最高裁第2小法廷は2022年6月15日、原告側の上告を退ける決定をした。上告棄却により、指導の違法性を認めず、「名簿削除」の違法性のみを認める一・二審判決が確定した。
訴訟の経過が報道された2017年10月以降、学校で生徒の髪型・服装や行動などを、合理的な理由が考えられないとみられるような内容で理不尽に縛り付ける「ブラック校則」の問題が社会問題化し、各地の学校で校則の見直しが進められるきっかけとなった。

## 出身者
前身の羽曳野高等学校の出身者
- 天日謙作 - バスケットボール指導者[23]
- 湯川浩司 - 競艇選手[24]
- 澤井宏文 - 松原市長[25]

懐風館高等学校の出身者
- アマルフィん - お笑いトリオ

## 交通
- 近鉄南大阪線駒ヶ谷駅から南へ約1.2km[26]。